# Ben McCalman

a Compétitions nationales et continentales officielles uniquement.

b Matchs officiels uniquement.
Dernière mise à jour le 19 mars 2025.
Ben McCalman, né le 18 mars 1988 à Dubbo (Australie), est un joueur international australien de rugby à XV évoluant aux postes de troisième ligne aile ou troisième ligne centre.
Avec les Wallabies il remporte le Rugby Championship 2015 puis s'incline en finale de la Coupe du monde 2015. Il joue avec la Western Force en Super Rugby entre 2010 et 2017.

## Carrière

### En club
Il a fait ses débuts dans le Super Rugby avec la Western Force en 2010.  

### En équipe nationale
Il obtient sa première cape internationale le 24 juillet 2010 à l’occasion d’un match contre l'équipe d'Afrique du Sud. Il est retenu par Robbie Deans le 18 août 2011 dans la liste des trente joueurs qui disputent la coupe du monde. Il dispute six matchs de la Coupe du monde de rugby à XV 2011.

## Palmarès
- Demi-finaliste de la Coupe du monde 2011
- Finaliste de la Coupe du monde 2015
- Vainqueur du Rugby Championship 2015

## Statistiques
Ben McCalman compte 53 sélections avec les Wallabies, dont 29 en tant que titulaire, depuis le 24 juillet 2010 à Brisbane face à l'équipe d'Afrique du Sud. Il inscrit quatre essais, vingt points.
Il compte 16 sélections en Tri-nations, ou en Rugby Championship, compétition qui lui succède, participant à cinq éditions, en 2010, 2011,  2013, 2014, 2015 et 2016. Il compte également deux participations à la coupe du monde, en 2011, où il dispute sept rencontres, face à l'Italie, l'Irlande, les États-Unis, la Russie, l'Afrique du Sud, la Nouvelle-Zélande et le pays de Galles, et inscrit essais, face à la Russie et le pays de Galles. En 2015, il joue contre l'Uruguay, l'Angleterre, le pays de Galles, Écosse, l'Argentine et la Nouvelle-Zélande.